# Кыпа-Кэтылькикэ
Кыпа-Кэтылькикэ (устар. Кыпа-Кэтыль-Кыке) — река в России, протекает по территории Ямало-Ненецкого АО. Устье реки находится в 52 км по левому берегу реки Кэтылькы. Длина реки составляет 22 км.

## Данные водного реестра
По данным государственного водного реестра России относится к Нижнеобскому бассейновому округу, водохозяйственный участок реки — Таз. Речной бассейн реки — Таз.
Код объекта в государственном водном реестре — 15050000112115300068261.